# The Tour
The Tour je živé album Mary J. Blige, které bylo natočeno během jejího turné v roce 1998, které se konalo po Severní Americe.

## Seznam písní
1. Intro
2. Real Love
3. You Remind Me
4. Reminisce
5. Sweet Thing
6. Mary Jane (All Night Long)
7. Love No Limit
8. Summer Madness
9. My Life
10. You Gotta Believe
11. Slow Down
12. Mary's Joint
13. I'm the Only Woman
14. Share My World
15. I'm Going Down
16. Thank You Lord
17. I Can Love You
18. Keep Your Head (feat. Dustin Adams)
19. Everything
20. Seven Days
21. Not Gon' Cry
22. Missing You
23. Day Dreaming
24. Misty Blue
25. A Dream